# Saison 4 de Gilmore Girls
Chronologie
Saison 3 Saison 5
Cet article présente le guide des épisodes de la quatrième saison de la série télévisée américaine Gilmore Girls.

## Synopsis
Cette saison marque une année de transition pour les Gilmore. Lorelai démissionne de son poste de manager à l’auberge de l’Independence afin de réaliser son rêve et d’ouvrir sa propre auberge avec sa meilleure amie Sookie. Pendant ce temps, Rory rentre à l’université de Yale.

## Distribution

### Acteurs principaux
- Lauren Graham (VF : Nathalie Régnier) : Lorelai Gilmore
- Alexis Bledel (VF : Noémie Orphelin) : Rory Gilmore
- Scott Patterson (VF : Patrick Laplace) : Luke Danes
- Kelly Bishop (VF : Régine Blaess) : Emily Gilmore
- Edward Herrmann (VF : Bernard Demory) : Richard Gilmore
- Keiko Agena (VF : Solène Davan-Soulas) : Lane Kim
- Melissa McCarthy (VF : Véronique Volta) : Sookie St. James
- Yanic Truesdale (VF : Yann Le Madic) : Michel Gerard
- Liza Weil (VF : Caroline Pascal) : Paris Geller
- Sean Gunn (VF : Éric Missoffe) : Kirk Gleason
- Jared Padalecki (VF : Benjamin Pascal) : Dean Forester
- David Sutcliffe (VF : Patrice Baudrier) : Christopher Hayden
- Milo Ventimiglia (VF : David Lesser) : Jess Mariano
- Chris Eigeman (VF : Patrick Borg) : Jason Stiles

### Acteurs secondaires
- Adam Brody (VF : Taric Méhani) : Dave Rygalski
- John Cabrera (VF : Olivier Korol) : Brian Fuller
- Scott Cohen (VF : Guillaume Lebon) : Max Medina
- Shelly Cole (VF : Sauvane Delanoë) : Madeline Lynn
- Jackson Douglas (VF : Stéphane Ronchewski) : Jackson Belleville
- Emily Kuroda (VF : Yumi Fujimori) : Mrs. Kim
- Todd Lowe (VF : François Creton) : Zach Van Gerbig
- Sherilyn Fenn (VF : Ivana Coppola) : Sascha
- Teal Redmann (VF : Karine Foviau) : Louise Grant
- Ted Rooney (en) (VF : Patrick Béthune) : Morey Dell
- Sally Struthers (VF : Yvette Petit) : Babette Dell
- Liz Torres (VF : Monique Thierry) : Miss Patty
- Michael Winters (VF : Michel Tugot-Doris) : Taylor Doose
- Scout Taylor-Compton (VF : Laëtitia Videt) : Clara Forester
- Olivia Hack (en) (VF : Adeline Chetail) : Tana Schrick[1]
- Sebastian Bach (VF : Emmanuel Garijo) : Gil
- Danny Strong (VF : Laurent Morteau) : Doyle McMaster
- Wayne Wilcox (VF : Alexis Tomassian) : Marty
- Kathleen Wilhoite (VF : Sophie Arthuys) : Liz Danes
- Michael DeLuise (VF : Stéphane Bazin) : T.J.

## Épisodes

### Épisode 1:Retour au bercail
- États-Unis : 23 septembre 2003 sur The WB[2]
- Belgique : 1er février 2005 sur Club RTL
- France : 13 mars 2008 sur France 4

Amy Sherman-Palladino
- États-Unis : 5,2 millions de téléspectateurs[3] (première diffusion)

### Épisode 2:Premier jour à Yale
- États-Unis : 30 septembre 2003 sur The WB
- Belgique : 2 février 2005 sur Club RTL
- France : 14 mars 2008 sur France 4

- États-Unis : 3,9 millions de téléspectateurs[3] (première diffusion)

### Épisode 3:Des hobbits sur canapé
- États-Unis : 7 octobre 2003 sur The WB
- Belgique : 3 février 2005 sur Club RTL
- France : 14 mars 2008 sur France 4

- États-Unis : 4,9 millions de téléspectateurs[3] (première diffusion)

### Épisode 4:Le Mariage de Dean
- États-Unis : 14 octobre 2003 sur The WB
- Belgique : 4 février 2005 sur Club RTL
- France : 17 mars 2008 sur France 4

- États-Unis : 5,5 millions de téléspectateurs[3] (première diffusion)

### Épisode 5:Les Choses fondamentales
- États-Unis : 21 octobre 2003 sur The WB
- Belgique : 7 février 2005 sur Club RTL
- France : 17 mars 2008 sur France 4

- États-Unis : 5,5 millions de téléspectateurs[3] (première diffusion)

### Épisode 6:Règlements de comptes
- États-Unis : 28 octobre 2003 sur The WB
- Belgique : 8 février 2005 sur Club RTL
- France : 18 mars 2008 sur France 4

- États-Unis : 5,2 millions de téléspectateurs[3] (première diffusion)

### Épisode 7:Le Festival des tableaux vivants
- États-Unis : 4 novembre 2003 sur The WB
- Belgique : 9 février 2005 sur Club RTL
- France : 18 mars 2008 sur France 4

- États-Unis : 4,7 millions de téléspectateurs[3] (première diffusion)

### Épisode 8:Critique d'art
- États-Unis : 11 novembre 2003 sur The WB
- Belgique : 10 février 2005 sur Club RTL
- France : 19 mars 2008 sur France 4

- États-Unis : 4,9 millions de téléspectateurs[3] (première diffusion)

### Épisode 9:Scène de ménage et match de foot
- États-Unis : 18 novembre 2003 sur The WB
- Belgique : 11 février 2005 sur Club RTL
- France : 19 mars 2008 sur France 4

- États-Unis : 5,2 millions de téléspectateurs[3] (première diffusion)

### Épisode 10:La Nounou et le professeur
- États-Unis : 20 janvier 2004 sur The WB
- Belgique : 14 février 2005 sur Club RTL
- France : 20 mars 2008 sur France 4

- États-Unis : 4,1 millions de téléspectateurs[3] (première diffusion)

### Épisode 11:Les Cloches deStars Hollow
- États-Unis : 27 janvier 2004 sur The WB
- Belgique : 15 février 2005 sur Club RTL
- France : 20 mars 2008 sur France 4

- États-Unis : 4,4 millions de téléspectateurs[3] (première diffusion)

### Épisode 12:Une affaire de famille
- États-Unis : 3 février 2004 sur The WB
- Belgique : 16 février 2005 sur Club RTL
- France : 21 mars 2008 sur France 4

- États-Unis : 4,9 millions de téléspectateurs[3] (première diffusion)

### Épisode 13:On ne choisit pas sa famille
- États-Unis : 10 février 2004 sur The WB
- Belgique : 17 février 2005 sur Club RTL
- France : 21 mars 2008 sur France 4

- États-Unis : 4,6 millions de téléspectateurs[3] (première diffusion)

### Épisode 14:Naufrages
- États-Unis : 17 février 2004 sur The WB
- Belgique : 18 février 2005 sur Club RTL
- France : 25 mars 2008 sur France 4

### Épisode 15:Oh, les vilaines moustaches
- États-Unis : 24 février 2004 sur The WB
- Belgique : 21 février 2005 sur Club RTL
- France : 25 mars 2008 sur France 4

- États-Unis : 4,8 millions de téléspectateurs[3] (première diffusion)

### Épisode 16:La Lorelai régnante
- États-Unis : 2 mars 2004 sur The WB
- Belgique : 22 février 2005 sur Club RTL
- France : 26 mars 2008 sur France 4

- États-Unis : 5,0 millions de téléspectateurs[3] (première diffusion)

### Épisode 17:Rory au pays des merveilles
- États-Unis : 13 avril 2004 sur The WB
- Belgique : 23 février 2005 sur Club RTL
- France : 26 mars 2008 sur France 4

- États-Unis : 4,5 millions de téléspectateurs[3] (première diffusion)

### Épisode 18:Tick, tick, tick, boom
- États-Unis : 20 avril 2004 sur The WB
- Belgique : 24 février 2005 sur Club RTL
- France : 27 mars 2008 sur France 4

- États-Unis : 4,2 millions de téléspectateurs[3] (première diffusion)

### Épisode 19:Rien ne va plus chez les Gilmore
- États-Unis : 27 avril 2004 sur The WB
- Belgique : 25 février 2005 sur Club RTL
- France : 27 mars 2008 sur France 4

- États-Unis : 4,3 millions de téléspectateurs[3] (première diffusion)

### Épisode 20:Luke passe à l'action
- États-Unis : 4 mai 2004 sur The WB
- Belgique : 28 février 2005 sur Club RTL
- France : 28 mars 2008 sur France 4

- États-Unis : 4,2 millions de téléspectateurs[3] (première diffusion)

### Épisode 21:Des hauts et des... collants
- États-Unis : 11 mai 2004 sur The WB
- Belgique : 1er mars 2005 sur Club RTL
- France : 31 mars 2008 sur France 4

- États-Unis : 4,6 millions de téléspectateurs[3] (première diffusion)

### Épisode 22:La Nuit test
- États-Unis : 18 mai 2004 sur The WB
- Belgique : 2 mars 2005 sur Club RTL
- France : 31 mars 2008 sur France 4